# Palaeonubecularia
Palaeonubecularia es un género de foraminífero bentónico de la familia Calcivertellidae, de la superfamilia Nubecularioidea, del suborden Miliolina y del orden Miliolida. Su especie tipo es Palaeonubecularia fluxa. Su rango cronoestratigráfico abarca desde el Serpukhoviense (Carbonífero inferior) hasta el Changhsingiense (Pérmico superior), posiblemente hasta el Triásico.

## Discusión
Clasificaciones previas incluían Palaeonubecularia en la familia Cornuspiridae de la superfamilia Cornuspiroidea.

## Clasificación
Palaeonubecularia incluye a las siguientes especies:
- Palaeonubecularia complicata †
- Palaeonubecularia communis †
- Palaeonubecularia floriformis †
- Palaeonubecularia fluxa †
- Palaeonubecularia fluxiformis †
- Palaeonubecularia fortis †
- Palaeonubecularia fraudulenta †
- Palaeonubecularia gregaria †
- Palaeonubecularia iranica †
- Palaeonubecularia marginata †
- Palaeonubecularia minuta †
- Palaeonubecularia permiana †
- Palaeonubecularia reitlingerae †
- Palaeonubecularia rustica †
- Palaeonubecularia uniserialis †

Otra especie considerada en Palaeonubecularia es:
- Palaeonubecularia floriformis †, de posición genérica incierta